# Wine Spectator
Wine Spectator es una prestigiosa revista norteamericana especializada en vinos. La publicación con más de 30 años de trayectoria, es la más importante e influyente dentro de la industria del vino.[cita requerida]
Fue fundada por Bob Morrisey en el año 1976, tres años más tarde fue adquirida por Marvin R. Shanken, que la publica. La revista tiene una circulación de 2,2 millones de ejemplares.[cita requerida]
La revista elabora cada año una lista con los 100 mejores vinos del mundo, seleccionados por un equipo de cata. Los vinos son calificados en una escala de 85 a 100 puntos. Los vinos entre 90 y 95 se les califica como "sobresalientes", y los de 96 a 100 como "clásicos".
La revista organizó y auspició el Wine Spectator Wine Tasting de 1986 en el décimo aniversario del histórica Cata de Paris de 1976, donde los vinos del Valle de Napa superaron a los vinos franceses, en una cata a ciegas.